# ANTEL

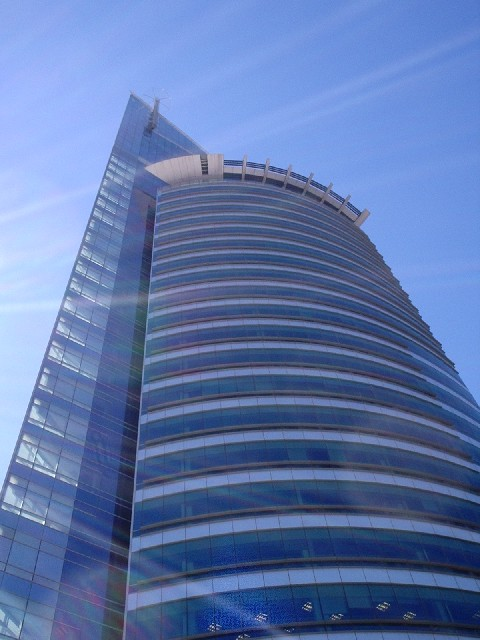
Torre Antel

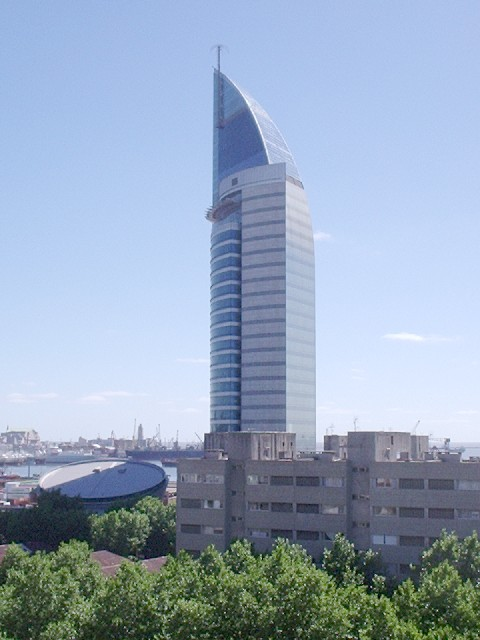
Torre Antel

ANTEL (Administración Nacional de Telecomunicaciones) ist ein staatseigenes Telekommunikationsunternehmen mit Sitz in Montevideo, Uruguay. ANTEL wurde 1974 gegründet.
ANTEL ist auf dem gesamten Telekommunikationsmarkt präsent. Er führte Ende 2011 kommerzielle LTE-Dienste in der Region und im April 2019 ein kommerzielles 5G-Netzwerk ein. Der Betreiber bietet Fibre-to-the-Home (FTTH) für mehr als 80 % der uruguayischen Haushalte an (zum Vergleich Deutschland: 11 %).
Das höchste Gebäude in Uruguay, der Torre Antel, gehört dem Unternehmen. Es ist 160 m hoch und hat 35 Stockwerke.